# Chilly, Ardennes

Chilly este o comună în departamentul Ardennes din nordul Franței. În 1 ianuarie 2022 avea o populație de 133 de locuitori.